# Arikareean
Het Arikareean is een geologisch tijdvak dat wordt gebruikt in Noord-Amerika. Het is een deel van het Oligoceen en van het Mioceen. Het duurde omstreeks 10 miljoen jaar, van 30,5 tot 19 miljoen jaar geleden. Het Arikareean wordt voorafgegaan door het Whitneyan en gevolgd door het Hemingfordian.